# Don't Check on Me
Don't Check on Me è un singolo del cantante statunitense Chris Brown, pubblicato nel 2019 ed estratto dall'album Indigo. Il brano vede la partecipazione del cantante canadese Justin Bieber e della cantante Atia "Ink" Boggs.

## Tracce
Download digitale
1. Don't Check on Me (feat. Justin Bieber & INK) – 3:25